# Földrajztudomány

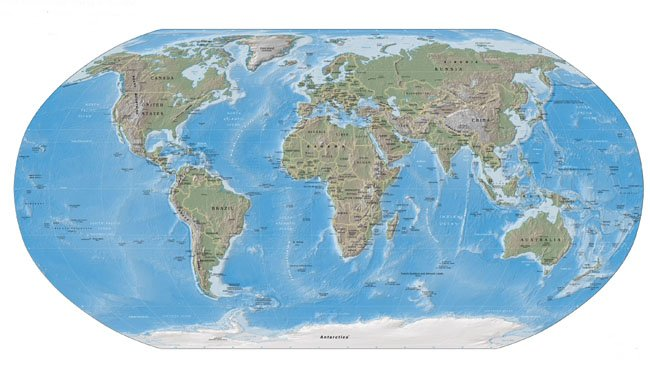
A Föld domborzati térképe

A földrajztudomány vagy földrajz (geográfia) a földtudományok egy részterülete. A szilárd kéreg (litoszféra), a vízburok (hidroszféra) és a levegőburok (atmoszféra) szövedéke alkotja a bioszférát, az élet színterét, azaz a földrajzi burkot. Az itt lezajló természeti és társadalmi folyamatok által kialakított rendszerek elrendeződéseivel és törvényszerűségeivel foglalkozó tudomány a földrajztudomány.
A földrajz klasszikus megközelítése szerint két fő ága a természetföldrajz és a társadalomföldrajz, melyek közül mindkettő felosztható általános földrajzra és regionális földrajzra.
Más megközelítés szerint az egységesnek tekinthető geográfia felosztható
- társadalomföldrajzra
- természeti földrajzra, valamint
- regionális földrajzra.

Mindhárom ágazatban különböző szempontok kerülhetnek előtérbe, így mindegyik esetében beszélhetünk
- általános
- ágazati és
- területi (leíró)

megközelítési módról. Sőt, a földrajztudomány alágazataiban is érvényesíthetők ezek a szempontok.

## Természetföldrajz
A természetföldrajz további tudományterületekre osztható:
- a geomorfológia („felszínalaktan”),
- hidrogeográfia („vízföldrajz”),
- biogeográfia („az élővilág földrajza”),
- talajföldrajz,
- klimatológia stb.

A természetföldrajz a földfelszín formakincsét, azok kialakulását, természeti jelenségeinek térbeli elhelyezkedését vizsgálja. Időben elsősorban a jelennel foglalkozik, míg a múlt (földtörténet) a földtan (geológia) érdeklődési területe. Határterületnek tekinthető a negyedidőszak (kvarter) (ez nagyjából az elmúlt kétmillió év), ezzel a földrajztudomány (geográfia) és a földtan˙(geológia) is foglalkozik.
Régebben a természetföldrajz szinonimájaként használták a „fizikai földrajz” kifejezést, ami a német „Physische Geographie” és az angol „Physical Geography” tükörfordítása. Ez a kifejezés elavultnak és hibásnak tekinthető.

## Társadalomföldrajz
A társadalomföldrajz a társadalom egyes folyamatainak, jelenségeinek térbeliségét vizsgálja. Éppen ezért rendkívül sokszínű, érdeklődése kiterjed: 
- a gazdaságra (gazdaságföldrajz, 
  - ezen belül iparföldrajz, a mezőgazdaság földrajza, szolgáltatások földrajza),
- településhálózatra (településföldrajz, 
  - ezen belül városföldrajz, faluföldrajz),
- közlekedési hálózatokra (közlekedési földrajz),
- a népesség térbeli elhelyezkedésére (népességföldrajz),
- az egészségi állapot és az egészségügyi rendszer térbeli különbségeire (egészségföldrajz),
- egyes vallások és népcsoportok térbeli elterjedésére (vallásföldrajz, etnikai földrajz),
- a bűnözés térbeli megjelenésére is (bűnözésföldrajz, biztonságföldrajz, katonaföldrajz).

További ágazatok a társadalomföldrajzon belül:
- turizmusföldrajz,
- politikai földrajz (ezen belül közigazgatási földrajz, választási földrajz),
- történeti földrajz,
- kultúrföldrajz,
- viselkedésföldrajz,
- integrációföldrajz,
- innovációföldrajz,
- tehetségföldrajz (tálentumföldrajz),
- sportföldrajz.

## Regionális földrajz
A földrajztudománynak azon szegmense, amely a természetföldrajzi és társadalomföldrajzi jelenségeket térbeli elhelyezkedésük alapján elemzi, illetve egy adott természeti és társadalmi-gazdasági (összefoglalóan földrajzi) térrész vizsgálatára hivatott.

## Általános földrajz
Az általános földrajz a földrajz minden területével foglalkozik: víz, klíma, földtörténeti korok, stb. Nem merül el részletesen egyes témákban, hanem átfogóan vizsgálja.
Ugyanakkor meg kell jegyezni, az általános földrajz legfeljebb tantárgyként, nem pedig tudományágként létezik. Helyesebb azonban szemléletmódként tekinteni az általános földrajzot.